# João Pessoa
João Pessoa és una ciutat brasilera, capital de l'Estat de Paraíba, la tercera ciutat més antiga del Brasil, fundada l'any 1585. És coneguda com la ciutat on el sol neix primer, ja que està situada en el punt més oriental del continent americà. Està a una latitud de 7° 09′ 28″ Sud i una longitud de 34° 47′ 30″ Oest.
La ciutat a més es destaca pel seu clima agradable, per la bellesa de les seves platges i especialment per diversos monuments d'arquitectura i art barroca, molt bé conservats. Coneguda per la seva tranquil·litat, pel seu poble acollidor i el seu patrimoni cultural, la ciutat ve presentant un gran desenvolupament en el turisme en els últims anys. La diversió es concentra a les platges de Tambaú, Cap Branco i Bessa. En els bars típics, els visitants poden apreciar música en viu i gaudir del menjar local, especialment els fruits del mar.